# No More Heroes III
No More Heroes III (ノーモア★ヒーローズIII?, Nō Moa Hīrōzu Surī) è un videogioco del 2021, seguito di No More Heroes 2: Desperate Struggle, sviluppato da Marvelous e inizialmente pubblicato per Nintendo Switch. Successivamente il titolo è stato convertito per PlayStation 4, PlayStation 5, Xbox One, Xbox Series X e Series S e Windows (tramite Steam) nell'ottobre 2022.

## Trama
Otto anni prima degli eventi di No More Heroes, un ragazzino di nome Damon Riccitiello sta per lanciare il suo razzo in aria per una seconda volta, dopo un primo tentativo fallito, quando vede qualcosa che si schianta nel bosco e incontra un piccolo alieno ferito, chiamato FU. Damon decide di prendersi cura di FU nascondendolo agli agenti del governo che lo stanno anche cercando. Durante la ricerca di un modo per riportare FU sul suo pianeta, Damon e FU diventano migliori amici, formando un forte legame. Dopo aver scoperto un pezzo di tecnologia aliena sul luogo dell'incidente di FU, Damon è intriso di poteri alieni e assiste quest'ultimo nella costruzione di un'astronave. Al termine, gli agenti governativi tentano di catturare FU.
Vent'anni dopo (nove anni dopo gli eventi di No More Heroes 2 e due anni dopo gli eventi di Travis Strikes Again), Damon, ora adulto, è ora l'amministratore delegato di Utopinia, una società di rinnovamento urbano, utilizzando le abilità e la tecnologia aliena acquisito da FU per diventare un potente magnate degli affari. Un giorno, un'enorme astronave a forma di piramide appare sopra la nave in cui si trova Damon, e da essa scende un gruppo di nove alieni, uno dei quali rivela di essere il suo ex amico FU. FU rivela a Damon che, dopo essere tornato nel suo mondo natale, è diventato un principe e che adesso intende conquistare la Terra con l'aiuto di altri otto alieni e dello stesso Damon. FU ei suoi compari vogliono usare il supereroismo come mezzo per dominare il mondo e stabilire la "classifica galattica dei supereroi". L'ex miglior assassino della UAA Travis Touchdown torna a Santa Destroy dopo l'esilio autoimposto. Venendo a conoscenza della situazione attuale, deve affrontare questa legione di esseri dotati di superpoteri provenienti dallo spazio che assumono il carattere di supereroi e scalano nuovamente i ranghi per salvare il mondo.

## Modalità di gioco
No More Heroes III è un videogioco di genere avventura dinamica in terza persona hack-and-slash, in cui il giocatore assume il ruolo dell'assassino professionista Travis Touchdown, il quale deve scalare la vetta della classifica dei supereroi galattici. Il gioco segna un ritorno al formato open world della serie e vede il giocatore esplorare un arcipelago artificiale, affrontando varie attività secondarie come minigiochi di lavoro part-time e missioni di difesa in cui combattere ondate di nemici. A differenza dei giochi precedenti, il mondo aperto è diviso in cinque isole uniche. Il giocatore può perlustrare e attraversare le isole con la nuova motocicletta modificata di Travis, il "Demzamtiger", sebbene il viaggio tra gli obiettivi possa anche essere accelerato tramite un apposito sistema di viaggio veloce. Per progredire nel gioco, il giocatore deve accumulare abbastanza denaro dalle missioni per pagare una quota di iscrizione ad una battaglia classificata. Il giocatore deve quindi affrontare uno dei migliori contendenti della classifica in una battaglia contro un boss.

## Accoglienza
Secondo l'aggregatore di recensioni Metacritic le versioni per Nintendo Switch e Xbox Series X/S di No More Heroes III hanno ricevuto recensioni "generalmente favorevoli"; mentre quella per PlayStation 5 ha ricevuto recensioni "miste o nella media".